# Liberty Mutual
Tập đoàn Liberty Mutual là một công ty bảo hiểm toàn cầu đa dạng và có tài sản lớn thứ ba tại Hoa Kỳ. Có trụ sở chính đặt tại Boston, Massachusetts, với trên 45,000 nhân viên làm việc tại hơn 900 văn phòng trên toàn thế giới.
Tính đến ngày 31 tháng 12 năm 2010, Tập đoàn Liberty Mutual có $ 112,4 tỷ trong các tài sản hợp nhất, $ 95,4 tỷ trong nợ hợp nhất, $ 17.0 tỷ trong vốn bảo hiểm, và $ 33,2 tỷ trong doanh thu hợp nhất hàng năm. Tập đoàn được  thành lập năm 1912, cung cấp một loạt các sản phẩm bảo hiểm và dịch vụ, bao gồm bảo hiểm ô tô, bảo hiểm nhà cửa, bảo hiểm người lao động, bảo hiểm cháy nổ, bảo hiểm rủi ro, bảo hiểm trách nhiệm dân sự và các loại bảo hiểm online…
Tập đoàn Liberty Mutual sở hữu toàn bộ hoặc một phần, các công ty bảo hiểm địa phương tại Argentina, Brazil, Chile, Trung Quốc (bao gồm Hồng Kông), Colombia, India, Ba Lan, Bồ Đào Nha, Singapore, Tây Ban Nha, Thailand, Thổ Nhĩ Kỳ, Venezuela, and Vietnam.
Giám đốc điều hành hiện tại là David H. Long, người kế vị người tiền nhiệm của Edmund (Ted) F. Kelly

## Lịch sử
Liberty Mutual được thành lập vào năm 1912 dưới tên "Hiệp hội Bảo hiểm Massachusetts" (MEIA). Vào năm 1917, được đổi tên thành: Công ty Bảo hiểm Liberty Mutual. Thông qua các quan hệ đối tác với các công ty khác, họ bắt đầu bán các dịch vụ bảo hiểm xe hơi
Năm 1964, Liberty Mutual đã bắt đầu cung cấp bảo hiểm nhân thọ thông qua Liberty Life Assurance, 1 phân nhánh của tập đoàn.
Trong những năm qua, Liberty Mutual đã mua một số công ty lớn khác. Ví dụ, trong năm 2008, họ mua Sân vận động Safeco Tổng công ty. Liberty Mutual đã đồng ý mua tất cả các cổ phiếu đang lưu hành của Sân vận động Safeco 68,25 USD trên mỗi cổ phiếu, với một mức giá tổng cộng khoảng $ 6,2 tỷ.

## Chi nhánh / Văn phòng trên thế giới
- Công ty bảo hiểm Liberty khối các nước châu Âu: Đức, Anh,Pháp, Ireland...
- Công ty bảo hiểm Liberty Châu Á, Thái Bình Dương Lưu trữ ngày 25 tháng 9 năm 2013 tại Wayback Machine
- Công ty bảo hiểm Liberty Hongkong Lưu trữ ngày 28 tháng 10 năm 2012 tại Wayback Machine
- Công ty bảo hiểm Liberty Singapore
- Công ty bảo hiểm Liberty Việt Nam Lưu trữ ngày 12 tháng 12 năm 2012 tại Wayback Machine

## Những website khác
- LibertyMutual.com
- LibertyMutualGroup.com
- Libertyinsurance.com.vn